# Ellopidia sloanei
Ellopidia sloanei es una especie de insecto coleóptero de la familia Chrysomelidae.
Fue descrita científicamente en 1888 por Blackburn.